# Kéméné Tambo
Kéméné Tambo è un comune rurale del Mali facente parte del circondario di Kayes, nella regione omonima.
Il comune è composto da 15 nuclei abitati:
- Ambidédi (centro principale)
- Ambidédi Poste
- Diakandapé Plantation
- Diakandapé Village
- Dramané
- Gakoura RG
- Gouélé
- Kananguilé
- Makadougou
- Makalagaré
- Moussala
- Songané
- Takoutala
- Tamboncané
- Toubaboukané